# 毒気
『毒気 』（ドクケ）は、声優・愛河里花子のオリジナル・アルバム。1999年10月6日にビクターエンタテインメント株式会社より発売された。

## 概要
- キャッチコピーは『愛河里花子の生臭さラジオ』で募集され、「初アルバムにして作詞作曲各3曲づつあげた恐るべし、おやじ愛河（原文ママ）」が採用された。
- 下ネタを多く含んだ歌詞のため、6曲中3曲がレコード倫理委員会の目にとまり苦情を寄せられてしまう。
- ジャケットやブックレットには虫のような特殊メイクをされた愛河の写真が掲載されている。このメイクを担当した和田卓也は愛河と同じマンションに住んでいたという縁で、直接仕事を依頼された。
- 同時期に発売された愛河の夫・岩田光央のアルバム『気の毒』と連動しており、虫になった愛河がブックレット写真に紛れている。なお、予算節約のために夫婦2枚のアルバムは同時進行で制作。『一週間』と『救世主』はビクター山中湖スタジオに3泊して収録され、前者は時間が掛かったものの、後者は15分で収録が完了した。

## 収録曲
1. 救世主
  - 作詞：愛河里花子／作曲：愛河里花子／編曲：椎名孝昭

原曲はバンド時代の曲。飯塚雅弓、岩田光央、かないみか、宮村優子、MUGUME（林原めぐみ）、山寺宏一らがセリフで参加している（「MUGUME」はブックレットの表記通り）。
2. おやじジャズ
  - 作曲：ベニー・グッドマン／編曲／Programming：タニー・トニ

原曲はジャズのスタンダードナンバー『シング・シング・シング』。Drums,Bass,Trumpet,Trombone,A.Sax,T.Sax,Clarinet,Percussion,Vibraphoneの音を愛河が口で奏でてサンプリングしている。
3. ワイルド・キャット・ブギ
  - 作詞：三船とーしろう／作曲／編曲：馬場孝幸
4. 操縦士ペッタンのテーマ
  - 作詞：エロタン（阿部浩之）／作曲：愛河里花子／編曲：タニー・トニ

チアガールの1人AKIKOは岩田光央の妹、高柳千野は岩田光央の従姉妹。
5. 一週間
  - 作詞：愛河里花子／作曲：ロシア民謡／編曲：椎名孝昭
6. 押忍・月経・来ス（オッス・メンス・キッス）
  - 作詞：愛河里花子／作曲：愛河里花子＆タニー・トニ／編曲：タニー・トニ
7. おまけ：操縦士ペッタンのテーマ（我体王ガッタンのテーマ）オリジナルカラオケ

## クレジット
- Guitar：椎名孝昭、佐藤誠
- Keyboard：山崎のりまさ
- Drums：佐々木哲也、山本雄一
- Bass：平野健多、斎藤まこと
- Chorus：菅井えり、岩田光央、坂本義久、松岡超、小杉雅之
- Saxophone：中山音恵
- Synth programming：タニー・トニ
- Cheer Girls：AKIKO、高柳千野、ガッタン（宮井紫帆）、鵜飼由美子
- Voice：ホモタン（川口秀樹）
- Fanclub：岩田光央、堀内耕太郎、小林彰、森田信之
- Director：小杉雅之(THE ELEMENTS)
- Assistant Director：鵜飼由美子
- Engineer：亀島太郎
- Assistant engineer：梅田美夕紀(Victor Studio)、小林彰・森田信之・田口さゆり(Studio Sound Valley)
- Mastered：宮本茂男
- Producer：桜井裕子

- Design：松田敬祐
- Photograph：三上泰史
- Special Make up Effect：和田卓也
- Hair & Make Up：大坪康江
- Co-ordination：村上美佐

- Illustration：藤島康介

- Artist Management：松岡超、遠山恵
- Promotion Producer：阿部浩之
- Promotor：宮井紫帆
- Sales Promotion：山田哲也、山下宏